# 이미지스테크놀로지
이미지스테크놀로지(영어: Imagis Co. Ltd.)는 대한민국의 스마트폰용 반도체, 노트북용 터치 IC 팹리스 기업이다.

## 역사
- 2010년 2월 26일에 주관사를 교보증권으로 공모가 6,000원(희망공모가 밴드 6,000~7,500원)에 코스닥 시장에 상장하였다.
- 2025년 65억원 규모의 주주배정 후 실권주 일반공모 방식으로 유상증자할 예정이다.[3]

## 같이 보기
- 팹리스

## 참고문헌
1. ↑  이미지스, 자동차용 반도체 초도 물량 공급, 서울경제, 2023년 2월 16일
2. ↑  이미지스, 해외 업체에 자동차용 반도체 초도 물량 공급, 아주경제, 2023년 2월 16일
3. ↑  '반도체 설계 기업' 이미지스, 대규모 유상증자 결정에 12% 급락 조선일보 2025-05-26